# Tres Sargentos
Tres Sargentos är en ort i Argentina. Den ligger i provinsen Buenos Aires, i den östra delen av landet, 150 km väster om huvudstaden Buenos Aires. Folkmängden uppgår till cirka 400 invånare.